# Aeroportul Rabaul
Aeroportul Rabaul (IATA: RAB, ICAO: AYTK) este un aeroport din East New Britain Province⁠(d), Islands Region⁠(d), Papua Noua Guinee ce deservește zona Rabaul⁠(d). A fost numit după zona deservită.
Situat la o altitudine de 10 m, aeroportul dispune de 1 pistă. Este operat de Papua Noua Guinee.

## Infrastructură

### Piste
Aeroportul dispune de o singură pistă. Pista 10/28 are suprafața de asfalt și dimensiunile 1.720 m × 28 m. 